# آرون دوغلاس
آرون دوغلاس هو ممثل كندي، ولد في 23 أغسطس 1971 في كندا.

## أعمال

### أفلام
- (2003) الوجهة النهائية 2[4]
- (2003) إكس 2[5][6][7]
- (2004) أنا روبوت[8]
- (2004) المرأة القطة[9][10]
- (2005) الفوضى
- (2005) طرد الأرواح من إيميلي روز[11]
- (2008) اليوم الذي تبقى فيه الأرض صامدة[12][13][14]
- (2016) الوحش

### مسلسلات
- باتلستار غالاكتيكا
- كان ياما كان
- وكالة ديرك جينتلي للتحقيقات الشمولية

## وصلات خارجية
- آرون دوغلاس على موقع IMDb (الإنجليزية)
- آرون دوغلاس على موقع ألو سيني (الفرنسية)
- آرون دوغلاس على موقع أول موفي (الإنجليزية)
- آرون دوغلاس على موقع قاعدة بيانات الأفلام السويدية (السويدية)
- آرون دوغلاس على موقع قاعدة بيانات الفيلم (الإنجليزية)
- آرون دوغلاس على موقع كينوبويسك (الروسية)